# Porella tubulata
Porella tubulata är en mossdjursart som först beskrevs av Busk 1861.  Porella tubulata ingår i släktet Porella och familjen Bryocryptellidae. Inga underarter finns listade i Catalogue of Life.